# Mechouar Fes Jdid
Méchouar Fès Jdid (en àrab المشور فاس الجديد, al-Mixwār Fās al-Jadīd; en amazic ⵎⵛⵡⵕ ⴼⴰⵙ ⴰⵎⴰⵢⵏⵓ) és un municipi de la prefectura de Fes, a la regió de Fes-Meknès, al Marroc. Segons el cens de 2014 tenia una població total de 20.560 persones.